# Ausbildungsbeauftragter (THW)

Dienststellungskennzeichen eines Ausbildungsbeauftragten

Ausbildungsbeauftragte (THW-interne Abkürzung: AB) sind ehrenamtliche Funktionsträger in den Ortsverbänden der Bundesanstalt Technisches Hilfswerk. Sie sind Teil des Führungsstabes des Ortsverbandes (OV-Stab).

## Aufgaben
Ausbildungsbeauftragte sind für die Koordination und Überwachung einer qualitativ hochwertigen Grund- und Standortausbildung im Ortsverband verantwortlich. Dazu legen sie Ausbildungsschwerpunkte fest, planen und führen Ausbildungsveranstaltungen durch, verwalten Ausbildungsunterlagen und wirken bei der Lehrgangsbeschickung mit. Sie werden bei ihrer Arbeit von örtlichen Ausbildungskräften unterstützt und stimmen ihr Vorgehen mit der THW-Regionalstelle ab.
Bei Einsätzen können Ausbildungsbeauftragte eine Stabsfunktion im Leitungs- und Koordinierungsstab des Ortsverbandes übernehmen.

## Berufung
Die Berufung der Ausbildungsbeauftragten erfolgt nach Vorschlag des Ortsbeauftragten durch die Leitung der zuständigen Regionalstelle. Die Berufung erfolgt zunächst vorläufig; zur endgültigen Berufung müssen innerhalb von fünf Jahren Lehrgänge an einem der THW-Ausbildungszentren absolviert werden.